# 紅麴菌
红曲菌又称红曲霉菌（学名：Monascus purpureus），中国古代称作丹麴，是一种红色霉菌。红曲菌用途极广，如古代未发明酱油专用酱色（焦糖）之前，红曲是红烧肉和其他红色食品的主要食用色素。红曲同时还是一种出色的食品工业原料。
其种加词“Purpureus”意为“紫色的”。
红曲菌在15℃以下及50℃以上不会生长，15℃~20℃及45℃~50℃为抑制性生长，25℃~40℃为适当生长温度，35℃~37℃时生长最快速，35℃~40℃則色素最多。
1995年，法国人Blanc博士证实红麴菌产生真菌毒素——桔霉素(Citrinin) ，至此，红麴红的食用安全性受到挑战。桔霉素是一种真菌毒素，具有肾毒性，毒性比较明显，可引起实验动物的肾脏肿大、尿量增多，肾小管扩张和上皮细胞变性坏死等症状。桔霉素的生成与否及其含量与红曲菌种、培养条件、精制工艺等因素有关。